# 郝海東
郝 海東（かく かいとう、拼音: Hǎo Hǎidōng、簡体字中国語: 郝海东、1970年5月9日 - ）は、中国・青島出身の元プロサッカー選手（フォワード）、ビジネスマン、政治活動家。

## 来歴
1986年、16歳で八一振邦に入団。1995年、ウルグアイのペニャロールからオファーがあったが八一は軍隊チームであり自身も軍籍であったため実現せず。1997年に220万人民元の移籍金で大連万達（現・大連実徳）へ移籍。中心選手として活躍し、大連に数多くのタイトルをもたらす。
中国代表としては、1992年から2004年まで代表通算115試合に出場、41得点を挙げた。1998年にはリーグ得点王、MVPになるが、同年12月のアジア大会で主審に口に含んだ水を吐いたとして2000ドルの罰金に加え1年間あらゆる試合への出場停止処分を受けた。復帰後2001年にもリーグ得点王、代表にも復帰。2002年にはFIFAワールドカップに背番号10を背負って全試合に出場した。AFCアジアカップにも3度出場。代表通算115試合41得点で同国代表歴代最多得点者である。
2003年にはAFCアジアチャンピオンズリーグの得点王。同年A3チャンピオンズカップ出場のため訪日。2004年には大連で一時的に監督を兼任している。2005年、イングランド・チャンピオンシップのシェフィールド・ユナイテッドに移籍。移籍金の1ポンド（約200円）が話題になった。既に高齢でFAカップのコルチェスター.ユナイテッド戦(1-2)1試合に出場したのみ、主にコーチ業の勉強など引退後に向けた移籍とされている。
2007年に現役引退。現在は、中国サッカー・甲級リーグに所属する天津松江足球倶楽部の主席（クラブ代表）を務めている。長男の郝潤澤はU17代表選出され、スペイン、セルビアでプレイしている。
2019年5月、元バドミントン選手、シドニー五輪銅メダリスト葉釗穎と再婚。
2020年にスペインに移住。同年6月4日にYouTubeで「新中国連邦宣言」というタイトルの動画を投稿し、中国共産党政権を批判した。動画では「中国共産党の殲滅は正義にとって必要だ」「（中国共産党の全体主義統治が）人権を無視し、民主を踏みにじり、香港で殺戮を行ってきた」などと主張したほか、新型コロナウイルスによって「世界に生物化学兵器による戦いを発動した」とも語った。米ドナルド・トランプ政権の大統領首席戦略官だったスティーブン・バノンやアメリカ亡命中の中国人元実業家・郭文貴との連携も示唆した。動画を投稿した後、郝の微博アカウントは閉鎖され、中国のサイトにある関連内容も全て削除された。

## 所属クラブ
- 八一振邦　1986-1996
- 大連万達 / 大連実徳　1997-2005
- シェフィールド・ユナイテッドFC　2005-2007

## 代表歴

### 出場大会
- 中国代表
  - 2002 FIFAワールドカップ

### 試合数
- 国際Aマッチ 104試合 38得点（1992年-2004年）[6]

| 中国代表 | 国際Aマッチ | 国際Aマッチ |
| 年       | 出場        | 得点        |
| -------- | ----------- | ----------- |
| 1992     | 9           | 1           |
| 1993     | 11          | 2           |
| 1994     | 2           | 0           |
| 1995     | 3           | 1           |
| 1996     | 13          | 7           |
| 1997     | 23          | 9           |
| 1998     | 9           | 4           |
| 1999     | 0           | 0           |
| 2000     | 5           | 5           |
| 2001     | 8           | 3           |
| 2002     | 4           | 0           |
| 2003     | 1           | 0           |
| 2004     | 16          | 6           |
| 通算     | 104         | 38          |

## タイトル

### 選手時代
八一足球隊
- 中国Aリーグ:1回（1986）
- 中国FAカップ:1回（1990）

大連万達 / 大連実徳
- 中国Aリーグ:5回（1997、1998、2000、2001、2002）
- 中国FAカップ:1回（2001）
- 中国サッカー・スーパーカップ:3回（1996、1998、2001）

個人
- 中国サッカー協会年間最優秀選手:1回（1998）
- 中国Aリーグ年間最優秀チーム:1回（2001）
- 中国Aリーグ得点王:3回（1997、1998、2001）
- IFFHSレジェンド